# Eleague
Die Eleague (Eigenschreibweise ELEAGUE) ist eine professionelle Liga in der E-Sport-Disziplin Counter-Strike: Global Offensive, welche am 24. Mai 2016 ihren Einstand feierte. Initiator der Eleague ist das Medienunternehmen Turner, welches die Spiele im Fernsehen und auf Twitch überträgt. Die firmeneigenen Studios von Turner in Atlanta dienen als Austragungsstätte des Turniers.

## Vorgeschichte
Am 24. September 2015 verkündete Turner die Zusammenarbeit mit der Künstleragentur WME/IMG für ein neues E-Sport-Projekt im Fernsehen. Im Gegensatz zur 2006 bis 2008 ausgetragenen Championship Gaming Series sollen Exklusivverträge keine Rolle spielen. Der Name Eleague wurde offiziell am 4. Dezember 2015 vorgestellt. Das Konzept sieht zwei Saisons pro Jahr mit je zehn Kalenderwochen Spielzeit vor, in denen Gruppenphase und Playoffs ausgespielt werden. Insgesamt 24 Teams werden zunächst in sechs Gruppen à vier Teams aufgeteilt. Alle Gruppensieger qualifizieren sich für die Playoffs, alle Gruppenzweiten und die besten zwei Gruppendritten spielen im Last-Chance-Qualifier um zwei weitere Plätze für die Playoffs. Das Preisgeld für die erste Saison wurde auf 1,4 Millionen US-Dollar festgelegt, wobei der Sieger 390.000 US-Dollar erhält. Der erste Teilnehmer OpTic Gaming wurde am 7. Januar 2016 bei einem Aufeinandertreffen mit dem Werksteam der CSGOLounge ermittelt. Alle anderen Mannschaften wurden eingeladen.

## Erste Saison

### Teams der ersten Saison
| Gruppe A    | Gruppe B          | Gruppe C             | Gruppe D      | Gruppe E         | Gruppe F      |
| ----------- | ----------------- | -------------------- | ------------- | ---------------- | ------------- |
| SK Gaming   | G2 Esports        | Astralis             | fnatic        | Natus Vincere    | Virtus.pro    |
| Cloud 9     | Ninjas in Pyjamas | Team X               | FaZe Clan     | mousesports      | Team EnVyUs   |
| Renegades   | OpTic Gaming      | Counter Logic Gaming | Team Dignitas | Flipsid3 Tactics | Gambit Gaming |
| Team Liquid | Selfless Gaming   | NRG eSports          | Team SoloMid  | Echo Fox         | compLexity    |

### Verlauf der ersten Saison
Die Gruppenphase der Saison begann am 24. Mai 2016 und wurde weitestgehend von den in Europa beheimateten Teams dominiert. Die europäischen Teams Ninjas in Pyjamas, Astralis, fnatic, Natus Vincere und Team EnVyUs erreichten als Gruppenerste die Playoffs. Aus Amerika hatte sich einzig Luminosity Gaming sportlich für den Playoff-Einzug qualifiziert. Das Lineup der Brasilianer wurde jedoch nach deren Wechsel zu SK Gaming zusammen mit dem vorher bei SK unter Vertrag stehenden Team X disqualifiziert, da Wechsel innerhalb der Saison den Regularien der Eleague widersprechen. So rückte Cloud 9 als amerikanischer Vertreter in die Playoffs vor. Über das Last-Chance-Qualifier wurden mit dem deutschen Team mousesports und der polnischen Mannschaft Virtus.pro die beiden letzten Teilnehmer der Playoffs gefunden und mit zusätzlich 10.000 US-Dollar Preisgeld belohnt. Beide Teams sorgten in den Playoffs für Aufsehen. Mousesports schlug Astralis mit 16:2 und 16:12 im Viertelfinale, scheiterte jedoch im Halbfinale an Virtus.pro. Die Polen konnten im Finale am 30. Juli 2016 das schwedische Team fnatic mit 16:10 und 16:8 schlagen und gewannen damit die erste Saison der Eleague. Das Team gewann insgesamt 400.000 US-Dollar Preisgeld.

## Zweite Saison
Anlehnend an die von der Valve Corporation veranstalteten Major-Turniere kürzten die Veranstalter das Teilnehmerfeld auf 16 Teams, wovon acht durch ihren Playoffeinzug in der ersten Saison qualifiziert waren. Jeweils vier Teams aus Amerika und Europa, welche sich qualifizieren mussten, vervollständigen das Teilnehmerfeld. Die Gruppenphase wird im Double-Elimination-Modus ausgetragen, wobei die ersten beiden Teams jeder Gruppe die nach K.-o.-System durchgeführten Playoffs erreicht. Das Turnier startete am 21. Oktober 2016 und endete am 3. Dezember 2016.

### Teams der zweiten Saison
| Gruppe A    | Gruppe B          | Gruppe C        | Gruppe D      |
| ----------- | ----------------- | --------------- | ------------- |
| mousesports | Virtus.pro        | Natus Vincere   | fnatic        |
| Cloud 9     | Ninjas in Pyjamas | Astralis        | Team EnVyUs   |
| FaZe Clan   | G2 Esports        | Alternate Attax | Team Dignitas |
| Immortals   | Echo Fox          | SK Gaming       | OpTic Gaming  |

### Verlauf der zweiten Saison
Unter den acht Teams, welche die Playoffs erreichten, waren die fünf europäischen Mannschaften mousesports, Virtus.pro, Ninjas in Pyjamas, Astralis und FaZe Clan und die drei amerikanische Teams Cloud 9, SK Gaming und OpTic Gaming. Der mit zwei deutschen Akteuren spielende Playoff-Vertreter mousesports scheiterte im Viertelfinale an OpTic Gaming, welche durch einen Sieg im darauffolgenden Halbfinale gegen FaZe Clan ins Finale einzogen. Dort erwartete das Quintett die dänische Mannschaft Astralis, welche zuvor die Mitfavoriten SK Gaming und Ninjas in Pyjamas besiegten. Im Finale gab OpTic die erste Map de_train ab. Sie konnten sich jedoch durch 16:6 und 16:11 Siege auf de_cobblestone und de_overpass zurückarbeiten und sicherten sich damit den ersten Platz samt dem Siegerpreisgeld von 400.000 US-Dollar.

## Fernsehübertragung
Das Turnier ist neben dem Spielestreamingportal Twitch auch auf dem US-amerikanischen Fernsehsender TBS zu sehen. Im deutschen Fernsehen wurde im Juni und Juli 2016 jede Woche um Mitternacht eine von der Freaks 4U Gaming GmbH produzierte Zusammenfassung der Geschehnisse der vorherigen Woche auf ProSieben Maxx gezeigt. Die unter dem Namen ELEAGUE – Counter Strike: Global Offensive ausgestrahlte Sendung erreichte in der werberelevanten Zielgruppe bis zu 2,8 % Marktanteil. Nach dem Anschlag in München 2016 setzte der Sender die Produktion ab.

## Weitere Veranstaltungen
In Kooperation mit Blizzard Entertainment und FACEIT trat die Eleague als einer der Veranstalter der mit 300.000 US-Dollar dotierten Overwatch Open auf und übertrug das Finale am 30. September 2016 ins US-amerikanische Fernsehen. Gewinner des Turniers war das Team Misfits bestehend aus drei französischen und drei schwedischen Spielern. Im Mai 2017 gewann Victor „Punk“ Woodley ein Street-Fighter-V-Turnier der Eleague.
Die Eleague veranstaltete das zehnte Major-Turnier in Counter-Strike: Global Offensive vom 22. bis zum 29. Januar 2017 in Atlanta und ist mit der Durchführung des zwölften Major in Boston beauftragt worden. Mit dem Eleague CS:GO Premier 2017 veranstaltete die Eleague in CS:GO ein weiteres Millionenturnier abseits der Majors, welches vom FaZe Clan gewonnen wurde.